# 松山志保

松山 志保（まつやま しほ、8月13日 - ）は「HBCウェザーセンター」所属の気象予報士である。
2005年5月末でウェザーマップを退社し、現在は「HBCウェザーセンター」に勤務している。

## 現在の出演番組
- カーナビラジオ午後一番!
- 加藤雅章の夕刊ほっかいどう

## 過去の出演番組
- 大沢悠里のゆうゆうワイド（TBSラジオ、ウェザーマップ所属時代）